# Georg Marckmann
Georg Marckmann (* 16. Juni 1966 in Überlingen) ist ein deutscher Mediziner und Philosoph.

## Leben
Von 1987 bis 1992 studierte er Humanmedizin an der Universität Tübingen. Nach der Habilitation 2003 (Lehrbefugnis für das Fach „Ethik in der Medizin“) ist er seit 2010 W3-Professor für Ethik, Geschichte und Theorie der Medizin und Vorstand des gleichnamigen Instituts an der LMU München.
Im Jahr 2024 wurde er als Mitglied der Sektion Wissenschaftsphilosophie in die Nationale Akademie der Wissenschaften Leopoldina aufgenommen.

## Veröffentlichungen (Auswahl)
- Diagnose per Computer? Eine ethische Bewertung medizinischer Expertensystem. Köln 2003, ISBN 3-7691-0458-7.
- mit Urban Wiesing: Freiheit und Ethos des Arztes. Herausforderungen durch evidenzbasierte Medizin und Mittelknappheit. München 2009, ISBN 978-3-495-48362-6.
- mit Hans-Jörg Ehni, Robert Ranisch, Henning Tümmers (Hrsg.): Vita brevis, ars longa. Aktuelle Perspektiven zur Geschichte, Theorie und Ethik der Medizin. Kohlhammer, Stuttgart 2023, Inhaltsverzeichnis